# Marcela Lagarde
María Marcela Lagarde y de los Ríos (Cidade de México, 30 de dezembro de 1948) é uma antropóloga, pesquisadora e professora universitária mexicana, especializada em etnología, representante do feminismo latino-americano. O feminismo, segundo Lagarde, constitui uma afirmação intelectual, teórica e jurídica de concepções do mundo, modificações de fatos, relações e instituições.
Fundadora Associada da Rede de Pesquisadoras pela Vida e a Liberdade das Mulheres. É a maior referência do feminismo na América Latina. Ativista e teórica, dedicou-se estudo antropológico da condição feminina, tem realizado diversas publicações não impressas, tratando temas como o cativeiro, cuidado, sexualidade, amor, poder, trabalho, violência, subjetividade, religião, direito, maternidade, sororidade, etc.  É autora de numerosos artigos e livros sobre estudos de gênero, feminismo, desenvolvimento humano e democracia, poder e autonomia das mulheres, etc.
É catedrática da Universidade Nacional Autônoma de México. Em sua juventude, Marcela Lagarde foi militante do Partido Comunista. Apresentou-se às eleições como candidata independente nas listas do Partido da Revolução Democrática (PRD) e foi eleita deputada no Congresso Federal mexicano entre 2003 e 2006. Durante a legislatura destacou seu trabalho a favor dos direitos das mulheres.
Tem cunhado o termo feminicídio para descrever a situação na Cidade Juárez, México, e conseguiu a criação de uma Comissão Especial de Feminicidio no Congresso para investigar o assassinato de mulheres em Cidade Juárez. Dirigiu a Investigação Diagnóstica sobre Violência Feminicida na República Mexicana, pela qual se descobriu que o feminicídio não é exclusivo de Cidade Juárez.
Promulgou a lei do Feminícidio no Código Penal Federal e da Lei Geral de Acesso das Mulheres a Uma Vida Livre de Violência, lei vigente no México desde 2 de fevereiro de 2007.
O título de sua tese de doutorado é Los cautiverios de las mujeres: madresposas, monjas, putas, presas y locas.
Durante sua legislatura, suas conquistas mais importantes foram o impulso à Lei Geral de Acesso para as Mulheres a uma Vida Livre de Violência  e a promoção da  tipificação do delito de feminicídio, a raiz dos assassinatos em Cidade Juárez, que graças a seu impacto midiático propiciou levar ao Parlamento. Também tem impulsionado a Lei de Proteção dos Direitos de Meninas, Meninos e Adolescentes, a Lei Federal para Prevenir e Eliminar a Discriminação, a Lei para Prevenir e Sancionar a Tráfico de Pessoas e a Lei Geral para a Igualdade entre Mulheres e Homens.
Participou como perito no caso Campo Algodonero, no que a Corte Interamericana de Direitos Humanos julgou vários assassinatos em Cidade Juárez, quem junto com 70 colaboradoras, elaborou a metodologia adequada para analisar os assassinatos excluindo preconceitos e enfatizando as circunstâncias que sustentam a violência extrema.